# Ayrshire (circonscription du Parlement d'Écosse)
Pour les articles homonymes, voir Ayrshire.
Avant les Actes d'Union de 1707, les barons du comté ou sheriffdom d'Ayr élisaient des commissaires pour les représenter au Parlement monocaméral d'Écosse et à la Convention des États. Le nombre des commissaires passe de deux à quatre en 1690.
Après l'Union, l'Ayrshire était représenté par un membre du Parlement à la Chambre des communes de Grande-Bretagne.

## Liste des commissaires de comté
- 1605, 1609: Sir John Wallace de Carnell[1]

| Parlement ou Convention | Commissaires                                         | Commissaires                                         | Commissaires                                                | Commissaires                                                                 |
| --- | ---------------------------------------------------- | ---------------------------------------------------- | ----------------------------------------------------------- | ---------------------------------------------------------------------------- |
| Parlement 12–13 octobre 1612 | aucun                                                | aucun                                                | aucun                                                       | aucun                                                                        |
| Convention 7 mars 1617 | William Cunningham de Caprington                     | William Cunningham de Caprington                     | Josias Steuart of Bonytown                                  | Josias Steuart of Bonytown                                                   |
| Parlement 27 mai–28 juin 1617 | William Cunningham de Caprington                     | William Cunningham de Caprington                     | Josias Steuart of Bonytown                                  | Josias Steuart of Bonytown                                                   |
| Convention 25–26 janvier 1621 | aucun                                                | aucun                                                | aucun                                                       | aucun                                                                        |
| Parlement 1 juin–4 aout 1621 | Bryce Blair de Blair                                 | Bryce Blair de Blair                                 | Sir John Wallace de Carnell,                                | Sir John Wallace de Carnell,                                                 |
| Convention 27 octobre–2 novembre 1625 | John or Hew Cathcart of Carleton,                    | John or Hew Cathcart of Carleton,                    | David Dunbar of Enterkine,                                  | David Dunbar of Enterkine,                                                   |
| Parlement 15 septembre 1628 – 28 juin 1633 | Sir William Cunningham de Cunninghamhead,            | Sir William Cunningham de Cunninghamhead,            | James Chalmers of Gaitgirth                                 | James Chalmers of Gaitgirth                                                  |
| Convention 28 juillet–7 aout 1630 | Bryce Blair de Blair                                 | Bryce Blair de Blair                                 | Alexander Cunningham de Corsehill,                          | Alexander Cunningham de Corsehill,                                           |
| Parlement 15 mai 1639 – 17 novembre 1641 | Sir William Cunningham de Cunninghamhead,            | Sir William Cunningham de Cunninghamhead,            | Hugh Campbell de Cessnock,                                  | Hugh Campbell de Cessnock,                                                   |
| Parlement 15 mai 1639 – 17 novembre 1641 | Henry Montgomerie (from 2 April 1640)                |                                                      | Hugh Campbell de Cessnock,                                  | Hugh Campbell de Cessnock,                                                   |
| Convention 22 juin 1643 – 3 juin 1644 | Sir William Mure de Rowallan                         | Sir William Mure de Rowallan                         | James Fullarton de Crosbie                                  | James Fullarton de Crosbie                                                   |
| Convention 22 juin 1643 – 3 juin 1644 | Sir John Crawford de Kilbirnie (from 10 April 1644), | Sir John Crawford de Kilbirnie (from 10 April 1644), | William Cochrane de Cowdoun (from 10 April 1644)            | William Cochrane de Cowdoun (from 10 April 1644)                             |
| Parlement 4 juin 1644 – 27 mars 1647 | Sir John Crawford de Kilbirnie (from 10 April 1644), | Sir John Crawford de Kilbirnie (from 10 April 1644), | William Cochrane de Cowdoun (from 10 April 1644)            | William Cochrane de Cowdoun (from 10 April 1644)                             |
| Hugh Campbell de Cessnock (à partir du 7 janvier 1645), |                                                      |                                                      | William Cochrane de Cowdoun (from 10 April 1644)            | William Cochrane de Cowdoun (from 10 April 1644)                             |
| Parlement 2 mars 1648 – 6 juin 1651 | Sir William Cunningham de Cunninghamhead,            | Sir William Cunningham de Cunninghamhead,            | James Fullarton de Fullarton                                | James Fullarton de Fullarton                                                 |
| Parlement 2 mars 1648 – 6 juin 1651 | Sir William Cunningham de Cunninghamhead,            | Sir William Cunningham de Cunninghamhead,            | Sir Hugh Campbell de Cessnock (à partir du 4 janvier 1649), |                                                                              |
| Pendant le Commonwealth d'Angleterre, d'Écosse et d'Irlande, les shérifs d'Ayr and Renfrew étaient représentés conjointement par un Membre du Parlement au Parlements du Protectorat à Westminster. Après la Restauration, le Parlement d'Écosse fut de nouveau convoqué pour se réunir à Édimbourg. |                                                      |                                                      |                                                             |                                                                              |
| Parlement 1 janvier 1661 – 9 octobre 1663 | Sir John Crawford de Kilbirnie (mort en 1662),       | Sir John Crawford de Kilbirnie (mort en 1662),       | Robert Montgomerie de Hessilhead                            | Robert Montgomerie de Hessilhead                                             |
| Convention 2–4 aout 1665 | Sir Thomas Wallace de Craigie,                       | Sir Thomas Wallace de Craigie,                       | John Cunningham de Brownhill,                               | John Cunningham de Brownhill,                                                |
| Convention 9–23 janvier 1667 | Sir John Cochrane de Ochiltree,                      | Sir John Cochrane de Ochiltree,                      | Sir Thomas Wallace de Craigie,                              | Sir Thomas Wallace de Craigie,                                               |
| Parlement 19 octobre 1669 – 3 mars 1674 | Sir John Cochrane de Ochiltree,                      | Sir John Cochrane de Ochiltree,                      | William Blair de Blair                                      | William Blair de Blair                                                       |
| Convention 26 juin–11 juillet 1678 | William Blair de Blair                               | William Blair de Blair                               | William Blair de Blair                                      | William Blair de Blair                                                       |
| Parlement 28 juillet 1681 – 1 mars 1682 | Sir John Cochrane de Ochiltree,                      | Sir John Cochrane de Ochiltree,                      | Sir John Cunningham de Lambroughton,                        | Sir John Cunningham de Lambroughton,                                         |
| Parlement 23 avril 1685 – 15 juin 1686 | William Blair de Blair                               | William Blair de Blair                               | William Blair de Blair                                      | William Blair de Blair                                                       |
| Convention 14 mars–24 mai 1689 | William Blair de Blair (mort en 1690)                | William Blair de Blair (mort en 1690)                | Sir James Montgomerie de Skelmorlie,                        | Sir James Montgomerie de Skelmorlie,                                         |
| Parlement 5 juin 1689 – 30 juin 1702 | William Blair de Blair (mort en 1690)                | William Blair de Blair (mort en 1690)                | Sir James Montgomerie de Skelmorlie,                        | Sir James Montgomerie de Skelmorlie,                                         |
| Francis Montgomerie de Giffen |                                                      |                                                      | Sir James Montgomerie de Skelmorlie,                        | Sir James Montgomerie de Skelmorlie,                                         |
| Par une loi du Parlement du 14 juin 1690, le comté d'Ayr reçut deux commissaires supplémentaires. |                                                      |                                                      |                                                             |                                                                              |
| Sir James Montgomerie de Skelmorlie (lieu déclaré vacant le 28 avril 1693), | Francis Montgomerie de Giffen                        | William Mure de Rowallan (mort en 1700)              | Hugh Buntine de Kilbryde                                    |                                                                              |
| John Crawford de Kilbirnie | Francis Montgomerie de Giffen                        | William Mure de Rowallan (mort en 1700)              | Hugh Buntine de Kilbryde                                    |                                                                              |
| John Campbell de Shankstown | Francis Montgomerie de Giffen                        |                                                      | Hugh Buntine de Kilbryde                                    |                                                                              |
| Parlement 12 novembre 1702 – 25 mars 1707 | Francis Montgomerie de Giffen                        | William Dalrymple de Drongan                         | Sir Hugh Cathcart de Carleton                               | John Crawford de Kilbirnie (créé Vicomte de Mount Crawford le 10 avril 1703) |
| Parlement 12 novembre 1702 – 25 mars 1707 | Francis Montgomerie de Giffen                        | William Dalrymple de Drongan                         | Sir Hugh Cathcart de Carleton                               | John Brisbane de Bishopton, yr                                               |

## Sources
- Return of Members of Parliament (1878), Part II.
- Joseph Foster, Members of Parliament, Scotland (1882).
- George Edward Cokayne, The Complete Baronetage, 5 vols (1901–6).
- The Records of the Parliaments of Scotland.